# 乌特·格韦尼格
乌特·格韦尼格（德語：Ute Geweniger，1964年2月24日—），德国女子游泳运动员。她曾代表东德参加1980年夏季奥林匹克运动会游泳比赛，获得女子100米蛙泳和女子4×100米混合泳接力金牌。